# Mistrzostwa Europy w Lekkoatletyce 1954 – bieg na 10 000 m mężczyzn

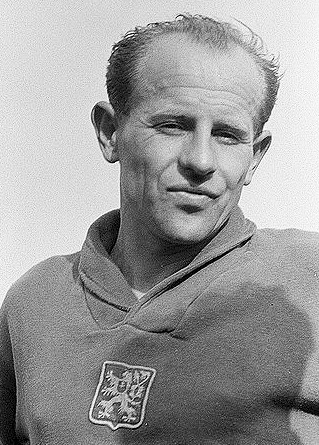
Emil Zátopek

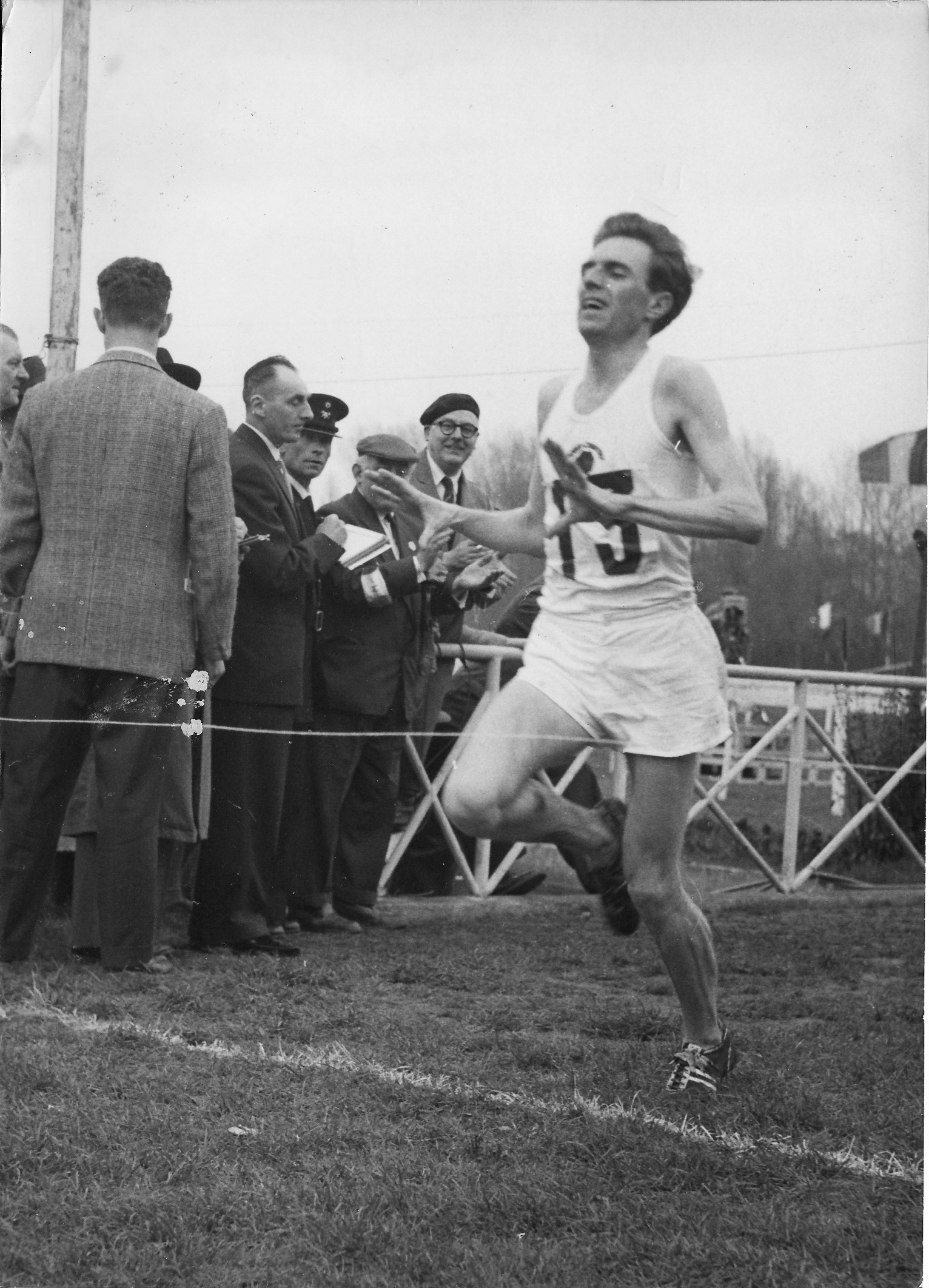
Frank Sando

Bieg na dystansie 10 000 metrów mężczyzn był jedną z konkurencji rozgrywanych podczas V Mistrzostw Europy w Bernie. Został rozegrany 25 sierpnia 1954 roku. Zwycięzcą tej konkurencji został reprezentant Czechosłowacji Emil Zátopek. W rywalizacji wzięło udział dwudziestu trzech zawodników z siedemnastu reprezentacji.

## Rekordy
| Rekord świata     | Emil Zátopek (CSK) | 28:54,2 | Bruksela, Belgia | 01.06.1954 |
| Rekord Europy     | Emil Zátopek (CSK) | 28:54,2 | Bruksela, Belgia | 01.06.1954 |
| Rekord mistrzostw | Emil Zátopek (CSK) | 29:12,0 | Bruksela, Belgia | 23.08.1950 |

## Wyniki
| Miejsce | Zawodnik            | Czas    | Uwagi |
| ------- | ------------------- | ------- | ----- |
| 1       | Emil Zátopek        | 28:58,0 | CR    |
| 2       | József Kovács       | 29:25,8 |       |
| 3       | Frank Sando         | 29:27,6 |       |
| 4       | Herbert Schade      | 29:32,8 |       |
| 5       | Franjo Mihalić      | 29:59,6 |       |
| 6       | Peter Driver        | 30:03,6 |       |
| 7       | Øistein Saksvik     | 30:04,4 |       |
| 8       | Aleksandr Anufrijew | 30:19,4 |       |
| 9       | Thomas Nilsson      | 30:22,4 |       |
| 10      | Dimityr Waczkow     | 30:25,2 | NR    |
| 11      | Emil Schudel        | 30:26,4 | NR    |
| 12      | Grigorij Basałajew  | 30:29,4 |       |
| 13      | Stanisław Ożóg      | 30:37,2 |       |
| 14      | Hannu Posti         | 30:39,4 |       |
| 15      | Thyge Thøgersen     | 30:53,4 |       |
| 16      | Julio Silva         | 30:59,0 | NR    |
| 17      | Rudolf Morgenthaler | 31:10,4 |       |
| 18      | Jiří Šantrůček      | 31:11,2 |       |
| 19      | Lucien Theijs       | 31:26,6 |       |
| 20      | Mustafa Özcan       | 31:42,4 |       |
| 21      | Antonio Amorós      | 31:50,8 |       |
| –       | Béla Juhász         | DNF     |       |
| –       | Jan Miecznikowski   | DNF     |       |